# Rally Idrija
Rally Idrija je bil prvič organiziran leta 2001 kot substitut Rallyjuu Saturnus, ki je nekaj let potekal v okoliških krajih.  

## Zmagovalci
| Leto | Dirkač                              | Sovoznik                            | Dirkalnik                           |
| ---- | ----------------------------------- | ----------------------------------- | ----------------------------------- |
| 2001 | Andrej Jereb                        | Metod Kurent                        | Seat Ibiza GTI Kit Car              |
| 2002 | Tomaž Jemc                          | Matej Korošak                       | Ford Escort WRC                     |
| 2009 | Darko Peljhan                       | Igor Kacin                          | Mitsubishi Lancer EVO9              |
| 2010 | Aleks Humar                         | Darko Lah                           | Subaru Impreza N14                  |
| 2011 | Piero Longhi                        | Luigi Pirollo                       | Škoda Fabia S2000                   |
| 2012 | Andrea Smiderle                     | Gianni Marchi                       | Peugeot 207 S2000                   |
| 2013 | Aleks Humar                         | Florjan Rus                         | Renault Clio R3                     |
| 2014 | Aleks Humar                         | Florjan Rus                         | Renault Clio R3                     |
| 2015 | Darko Peljhan                       | Tina Lazar                          | Mitsubishi Lancer EVO9              |
| 2016 | Rok Turk                            | Martina Nartnik                     | Peugeot 208 R2                      |
| 2017 | Rok Turk                            | Blanka Kacin                        | Peugeot 208 R2                      |
| 2018 | Tomaž Kaučič                        | Matjaž Korošak                      | Hyundai i20 R5                      |
| 2019 | Rok Turk                            | Blanka Kacin                        | Hyundai i20 R5                      |
| 2020 | Odpovedano zaradi pandemije COVID19 | Odpovedano zaradi pandemije COVID19 | Odpovedano zaradi pandemije COVID19 |
| 2021 | Rok Turk                            | Vili Ošlaj                          | Hyundai i20 R5                      |
| 2022 | Marko Grossi                        | Tara Berlot                         | Hyundai i20 R5                      |